# Guaporé (rivier)
De Guaporé (Portugees: Rio Guaporé) is een rivier in het westen van Brazilië. De rivier ontspringt in de Mato Grosso op ongeveer 150 kilometer ten noordoosten van Pontes e Lacerda. De rivier loopt vervolgens langs de grens met Bolivia naar de rivier Mamoré. De Boliviaanse naam van de rivier is Iténez (Spaans: Río Iténez).
De rivier heeft een totale lengte van 1.530 kilometer. De bron ligt op 631 meter boven zeeniveau en de monding op 130 meter boven zeeniveau. Ongeveer 120 kilometer na Pontes e Lucerda, bij Vila Bela da Santíssima Trindade, voegt de Rio Algre zich bij de Guaporé. De Guaporé komt bij Surpresa in de gemeente Guajará-Mirim uit in de Mamoré.